# Pantry
A pantry a régi vitorlás kereskedelmi hajók legénységi szállása, amely az orrban, a horgonykötél vagy -lánc kamrája mögött, az előfedélzet alatt kapott helyet. Szűkös, levegőtlen és sötét helyiség volt, ahol hihetetlen zsúfoltság uralkodott. A legénység két vagy háromemeletes, deszkákkal körülvett fekhelyeken aludt, hogy a hajó hirtelen dőlése esetén ki ne essenek az ágyukból. A berendezést még egy a mennyezetről láncokról lelógó asztal egészítette ki, amely követte a hajó mozgását, ezért nem ömlött ki az étel. Néhány pad, fogas és olajlámpás egészítette ki a felszerelést. A ruhák sohasem száradtak meg, állandóan bűz terjengett, miközben az ajtón ki vagy bement valaki, a tenger gyakorta elárasztotta a helyiséget, mivel az alacsonyabban volt a főfedélzetnél.